# Heterocerus aptus
Heterocerus aptus är en skalbaggsart som beskrevs av Miller 1994. Heterocerus aptus ingår i släktet Heterocerus och familjen strandgrävbaggar. Inga underarter finns listade i Catalogue of Life.